# استوآپلند
استوآپلند (به انگلیسی: Stowupland) یک روستا و محله مدنی در بریتانیا است که در Mid Suffolk واقع شده‌است. استوآپلند ۱٬۹۸۸ نفر جمعیت دارد.